# 8の字結び

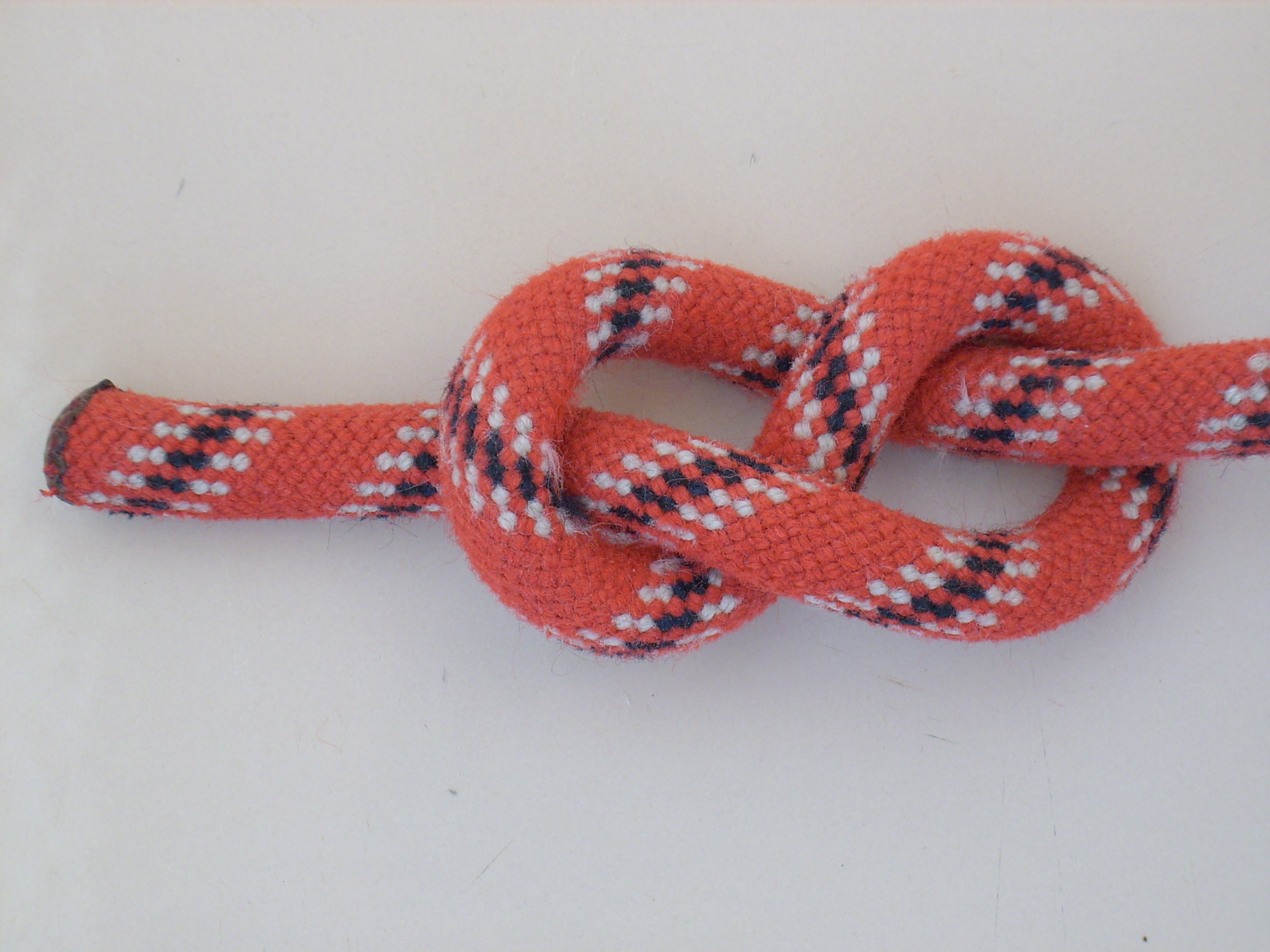
8の字結び

8の字結び（はちのじむすび、Figure-eight knot）とは、ロープの中ほどにこぶをつくる結び方（ストッパー・ノット）のひとつ。つくった結び目がアラビア数字の8の形に似ていることからその名がついた。

## 結び方
8の字結びは次のようにしてつくる。

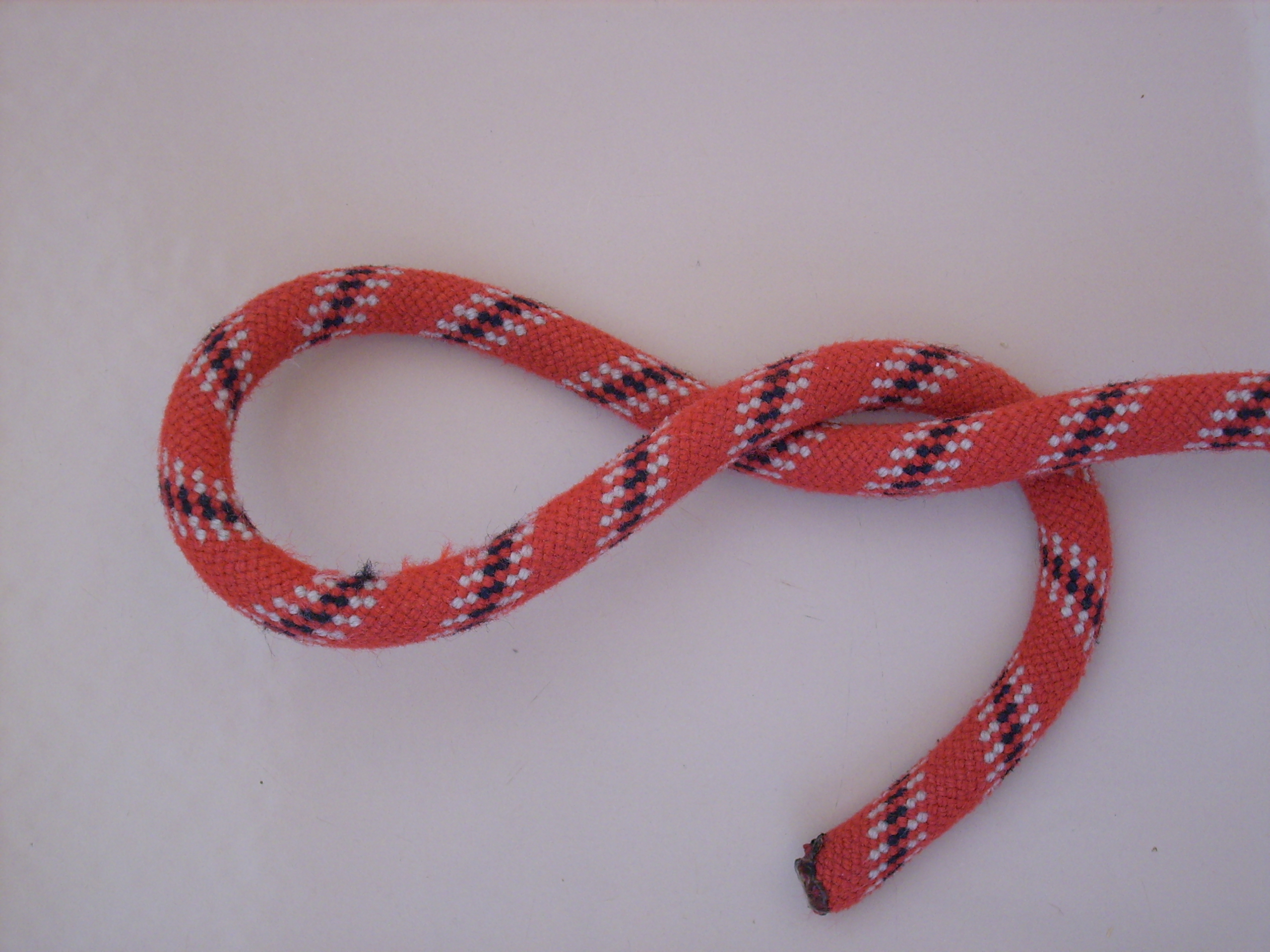
結ぶ途中の状態。このあと動端を大きなループに（上から）入れれば完成。

1. ロープの中ほどにループをつくるが、止め結びのように180°のひねりを1回くわえるのではなく、2回くわえる。つまりループには2つの交点があることになる。
2. ロープの動端をさきほどつくったループ（端から遠いほうの輪）に入れる。このとき上下を誤ると止め結びになってしまう。
3. ロープを引っ張って結び目を締める。

手首のひねりを利用してステップ1のループをつくり、ステップ2では動端をループに通すというよりループに指を通して動端の紐を掴んで抜き取るというように行うとすばやくできる。また、動端を8の字を描くように動かして結ぶこともできる。

## 特徴・用途
8の字結びでつくった結び目は、止め結びや固め止め結びでつくった結び目より大きくなる。また、止め結びはきつく締めると解くのが困難になるが、8の字結びであれば固く締めても止め結びより容易に解くことができる。
用途は止め結びのようなほかのストッパー・ノットと同じで、以下のようなものが挙げられる。
- ロープを引っ張るときの握り手として利用する[5]。
- 滑車やグロメット・ホールなど穴に通したロープに施して、ロープが穴から抜けないようにする[6][7]。止め結びより大きいぶん、より大きな穴に対応できる。
- ロープに8の字結びを等間隔で複数施し、縄梯子として利用する。一度に同時に複数の8の字結びをつくる連続8の字結び・8の字続き結び（Figure-eight knot in series）という方法もある[6][8][9]。
- 小さな箱など十字に縛るとき、交差部に絡むように8の字結びを施すことによって強度を高める[10]。

## 関連する結び目
二重8の字結び
2つ折りにしたロープに対して8の字結びを施してできる結び。用途は異なる。
8の字鎖結び
8の字結びを続けて複数つくり、鎖状にする装飾的な結び目。